# Hofors
Hofors – miejscowość (tätort) w Szwecji, w regionie administracyjnym (län) Gävleborg. Siedziba władz (centralort) gminy Hofors.
W 2015 roku Hofors liczyło 6090 mieszkańców.

## Położenie
Położona w prowincji historycznej (landskap) Gästrikland, ok. 55 km na zachód od Gävle przy drodze E16 w kierunku Falun.

## Historia
Ośrodek przemysłu hutniczego, z historią sięgającą XVII w. Współcześnie w Hofors prowadzą działalność produkcyjną zakłady metalurgiczne Hofors bruk (pod nazwą Ovako Hofors), należące do koncernu Ovako.

## Demografia
Liczba ludności tätortu Hofors w latach 1960–2015: